# Операція «Смердючка»
«Операція «Смердючка»» (англ. Operation Stinky) — коротка науково-фантастична повість Кліффорда Сімака, вперше опублікована журналом «Galaxy Science Fiction» у квітні 1957 року.

## Сюжет
Реднек Ейза проживав у лісі неподалік бази ВПС США. Під його хижиною мешкало чимало скунсів.
Алкоголь та лінощі привели Ейзу до думки про мирне співіснування з ними.
Коли низько пролітаючий літак вигнав скунсів в кущі, де їх почали обгавкувати собаки, він поспішив втрутитись.
Один зі скунсів вийшов до нього та почав лащитись і муркотіти.
Ейза вирішив показати свого нового друга у місцевому шинку.
Але скунса не пустили всередину і він очікував Ейзу в його старому пікапі названому Бетсі.
Коли Ейза повернувся напідпитку, то вирішив переночувати в машині, але та сама завелась і повезла його додому.
Вийшовши з авто, Ейза виявив дорожню поліцію, що переслідувала їх.
Після чого Бетсі почала втікати, а поліція із затриманим Ейзою переслідувати її.
Коли її загнали в глухий кут, вона злетіла в повітря і ненароком зіткнулась з літаком з бази.
«Скунс» після аварії втік у ліс.
Розумний полковник командир бази, добре знав скунсів і вислухавши історію поліції, наказав зібрати всі уламки Бетсі.
Їх аналіз виявив в ній багато невідомих землянам матеріалів та пристроїв.
Побоюючись витоку інформації, полковник запропонував Ейзі посаду ад'ютанта та необмежену випивку і заборонив покидати базу.
Він відрядив солдат ловити розумного скунса, але їм траплялись тільки звичайні.
Врешті Ейза знайшов свого друга.
Полковник запросив на базу командування ВПС і переконав їх здійснити експеримент.
Ейзі з сплячим Смердючкою довелось просидіти увесь день в кабіні реактивного літака.
Ейза дивувався, але командування було в захваті, в наступні дні вони по черзі сиділи в кабіні усіх літаків бази.
Ейзі навіть приносили випивку в літак, щоб він заспокоївся.
Після чого до них приставили цілодобову охорону і базу почали швидко розбудовувати.
Полковник розповів Ейзі, що його друг не є скунсом, а космічним мандрівником, який якимось чином опинився на Землі, і він модифікував усі літаки технологіями до яких землянам довелось би чекати більше 100 років. Він може телепортувати деталі через четвертий вимір, бо деякі з них були вставлені всередину існуючих без руйнування.
Командування вирішило влаштувати експеримент для літака з ядерними двигунами.
Хоча полковник пропонував налагодити спілкування з Смердючкою, щоб зрозуміти процес вдосконалення.
Ейза з Смердючкою та техніками просиділи в літаку 4 дні. На п'ятий день у людей з'явилось відчуття, що змусило їх не озираючись втікати з корабля не гірше ніж від запаху скунса.
Корабель з Смердючкою відлетів.
Генералу доповіли, що він вийшов у відкритий космос і віддаляється.
Засмучений Ейза, вислухавши пояснення полковника про задум Смердючки, був звільнений з армії.
На згадку Смердючка залишив йому дар вдосконалювати автомобілі.